# ダルブー座標
シンプレクティック形式ωのダルブー座標（ダルブーざひょう、英: Darboux coordinates）とは、次のダルブーの定理：
(M , ω) を 2n 次元シンプレクティック多様体とする。M 上の任意の点 x に対して、
{\displaystyle \omega |_{U}=\sum _{i=1}^{n}dp_{i}\wedge dq_{i}}
となるような x の近傍 U とその座標系 {\displaystyle (q_{1},\dots ,q_{n},p_{1},\dots ,p_{n})} が存在する。
における座標 {\displaystyle (q_{1},\dots ,q_{n},p_{1},\dots ,p_{n})} のことを言う。